# جاك كاربنتر (لاعب كرة قدم أمريكية)
جاك كاربنتر (بالإنجليزية: Jack Carpenter)‏ هو لاعب كرة قدم أمريكية أمريكي، ولد في 29 يوليو 1923، وتوفي في 16 أكتوبر 2005.